# Halvautomatiskt vapen

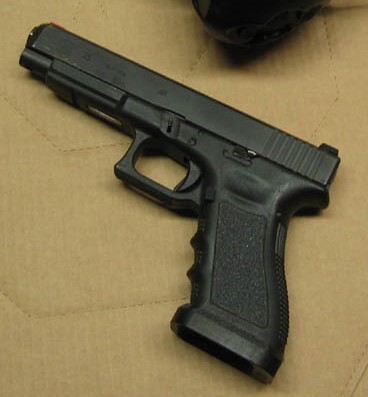
En Glock 35 är ett exempel på ett halvautomatiskt handeldvapen.

Halvautomatiska vapen avser eldvapen som avger halvautomatisk eld, vilket betyder att enbart ett skott avlossas per avtryckning av vapnets mekanism, gentemot automateld där vapnet fortsätter avlossa skott i följd om avtryckaren hålls in. Fördelarna med halvautomatisk eld över automateld är huvudsakligen att mer effektivt kunna avge träffsäker eld på längre avstånd då användaren kan kontrollera rekylen genom att välja när skott ska avlossas. Halvautomatisk eld förekommer därför inte enbart hos halvautomatiska vapen utan många helautomatiska vapen har även ett valbart halvautomatiskt eldläge.
Halvautomatiska vapen avser oftast automatvapen: magasinladdade vapen med självstängande och självöppnande mekanism (slutstycke, kilmekanism) som med rekyl, krutgas eller annan hjälp används för att kasta ut tomhylsan efter avfyrning och föra in en ny patron i patronläget. Begreppet kan dock tekniskt även appliceras på eldvapen med flera enkelladdade eldrör, såsom raketartilleri, om dessa inte har förmåga till automateld.

### Webbkällor
- Svensk uppslagsbok 1955